# Jeremicze
Jeremicze (błr. Ярэмічы, Jaremiczy) – agromiasteczko na Białorusi, w obwodzie grodzieńskim, w rejonie korelickim, centrum administracyjne sielsowietu jeremickiego. Wieś położona jest przy ujściu Uszy do Niemna.
Siedziba parafii prawosławnej; znajduje się tu cerkiew pw. Wniebowstąpienia Pańskiego.

## Historia
Za II Rzeczypospolitej miasteczko, liczące 620 mieszkańców, należało do województwa nowogródzkiego i powiatu stołpeckiego, do 16 października 1930 r. było siedzibą gminy. W latach 1921–1930 istniała gmina Jeremicze.
Podczas okupacji hitlerowskiej, w lecie 1941 roku Niemcy utworzyli getto dla żydowskich mieszkańców. Przebywało w nim około 100 osób. 4 listopada 1941 roku Niemcy zlikwidowali getto, a Żydów zamordowano. 
Obecnie miejscowość stanowi ośrodek niewielkiego przemysłu spożywczego.

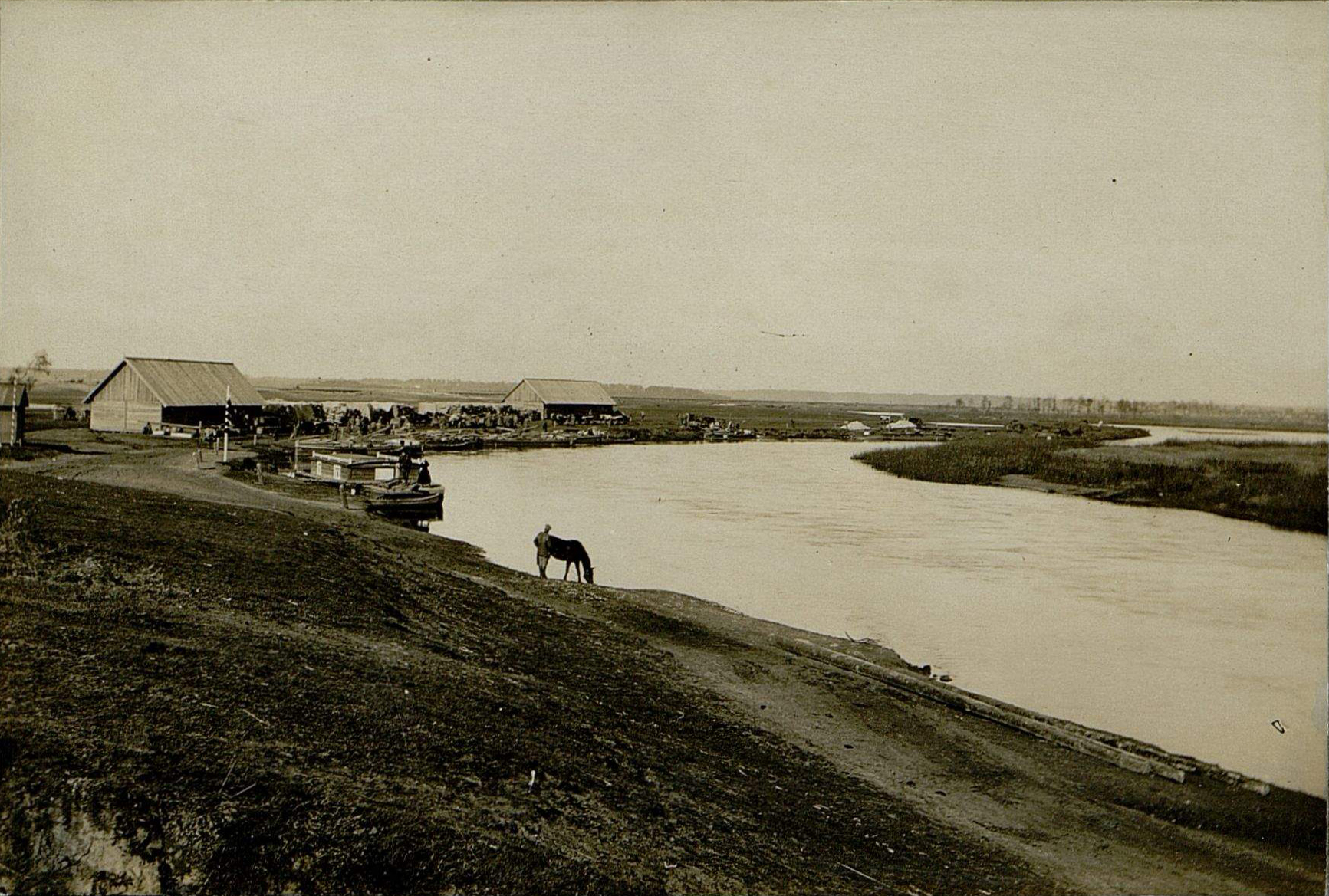
Widok Niemna (1916)
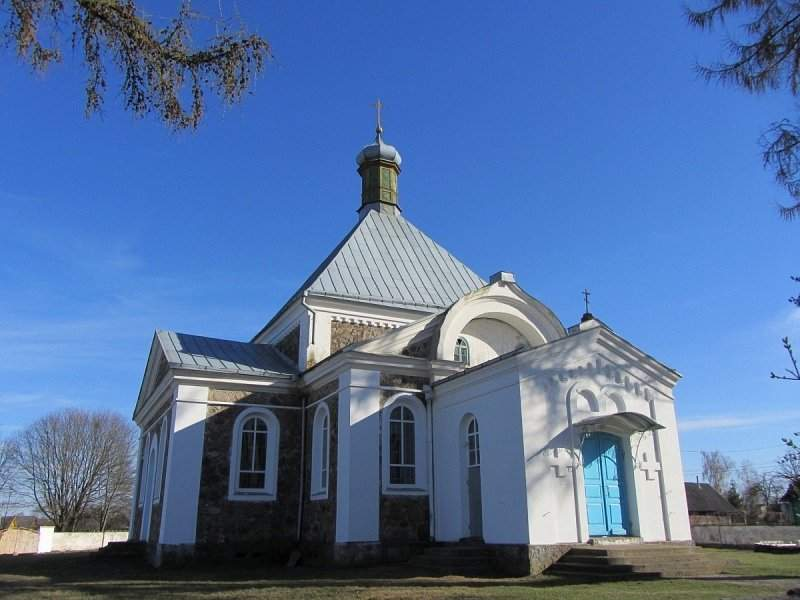
Cerkiew Wniebowstąpienia Pańskiego
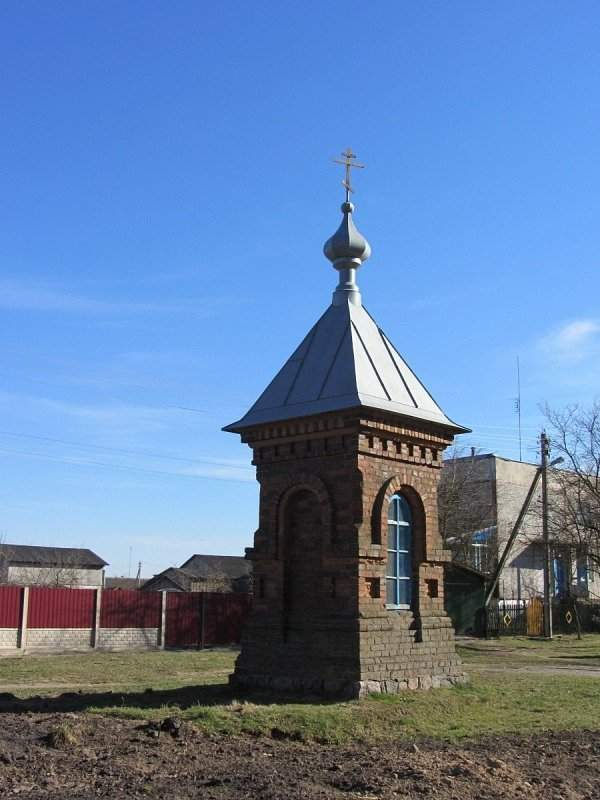
Kapliczka